# 大阪市立南大江小学校
大阪市立南大江小学校（おおさかしりつ みなみおおえしょうがっこう）は、大阪市中央区にある公立小学校。
豊臣秀吉が大阪城の城下町を建設した際に造られ、現在でも下水道として活用されている背割下水（大阪市指定史跡。通称「太閤下水」）が学校敷地内を流れている。学校の隅に背割下水の公開施設が設置されている。

## 沿革
明治時代初期に設置された4校の小学校を統合して1885年に設置された。1910年-1945年の間は同一校区内で男子校の南大江小学校（南大江国民学校）と女子校の南大江女子小学校（錦郷国民学校）の2校に分離して教育活動をおこなっていたが、1946年以降は共学校として一本化している。
- 1872年（明治5年）7月21日 - 東大組第五区小学校（和泉小学校）を設置。
- 1873年（明治6年）
  - 5月4日 - 東大組第四区小学校（垂栄小学校）を設置。
  - 5月20日 - 東大組第二区小学校（龍造小学校）を設置。
- 1874年（明治7年）7月24日 - 東大組第三区小学校（聚楽小学校）を設置。
- 1885年（明治18年）3月13日 - 4校の統合で南大江小学校を設置。
- 1887年（明治20年）4月1日 - 大阪市南大江尋常小学校と改称。
- 1910年（明治43年）4月18日 - 南大江女子尋常小学校を設置し、男女別学とする。
- 1923年（大正12年）4月1日 - 高等科を設置。大阪市南大江尋常高等小学校および大阪市南大江女子尋常高等小学校と改称。
- 1941年（昭和16年）4月1日 - 国民学校令により、大阪市南大江国民学校（男子校）および大阪市錦郷国民学校（女子校）と改称。
- 1944年（昭和19年）8月31日 - 滋賀県蒲生郡日野町・西大路村・北比都佐村・南比都佐村（いずれも現在の日野町）へ集団疎開。
- 1946年（昭和21年）3月31日 - 男子校・女子校を合併し、男女共学とする。（合併後の校名：大阪市南大江国民学校）
- 1947年（昭和22年）4月1日 - 学制改革により、大阪市立南大江小学校となる。
- 1962年（昭和37年）10月17日 - 創立90周年記念式典挙行。
- 1970年（昭和45年）4月5日 - 現在地に移転。
- 1972年（昭和37年）10月17日 - 創立100周年記念式典挙行。
- 1982年（昭和57年）10月16日 - 創立110周年記念式典挙行。
- 1986年（昭和61年） - 大阪市教育委員会から、道徳教育の研究校に指定される（1987年度までの2年間）。
- 1991年（平成3年）10月26日 - 創立120周年記念式典挙行。
- 1998年（平成10年） - 文部省から、体力づくり推進校に指定される。
- 2002年（平成14年） 4月25日 - 7月5日 - 講堂建て替え工事の際に、江戸時代の達磨窯が出土。遺跡発掘調査を実施。
- 2003年（平成15年）
  - 3月5日 - 新講堂兼体育館・屋上プール使用開始。
  - 6月28日 - 創立130周年記念式典挙行。
- 2012年（平成24年）11月 - 創立140周年記念式典挙行。
- 2016年（平成28年）
  - 3月 - 東校舎増築完成。
  - 5月 - 新校舎竣工式挙行。
- 2022年（令和4年）2月 - 南校舎増築完成。

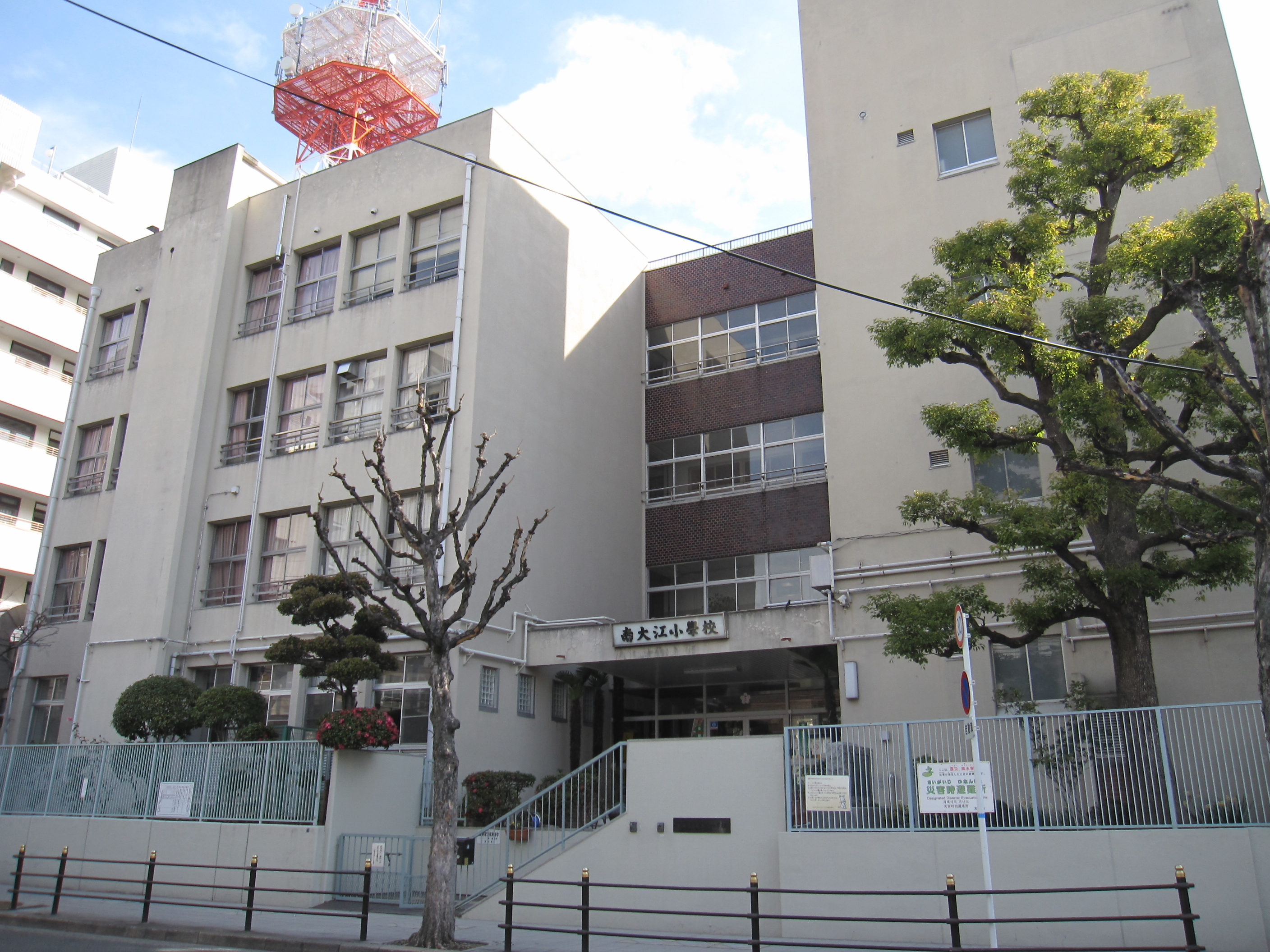
旧校舎（2014年3月）

## 通学区域
- 大阪市中央区 上町A-C番、上町1丁目の一部、大手前4丁目、谷町4-5丁目、内久宝寺町1丁目の一部、2-4丁目、農人橋1-3丁目、法円坂1丁目の一部、法円坂2丁目、馬場町の一部、和泉町1-2丁目、粉川町。

卒業生は基本的に大阪市立東中学校へ進学する。

## 交通・アクセス方法
- Osaka Metro（谷町線・中央線）谷町四丁目駅より南西へ約250m
- Osaka Metro（谷町線・長堀鶴見緑地線）谷町六丁目駅より北西へ約650m
- Osaka Metro（長堀鶴見緑地線）松屋町駅より北東へ約700m
- Osaka Metro（堺筋線・中央線）堺筋本町駅より南東へ約800m
- 大阪シティバス・内久宝寺町バス停 より北東へ約300m